# ویرجینیامایسین
ویرجینیامایسین(به انگلیسی: Virginiamycin) یک آنتی بیوتیک از دسته استرپتوگرامین‌ها و  مشابه با پریستینامایسین و کینوپریستین/دالفوپریستین است . این  آنتی بیوتیک، ترکیبی از پریستینامایسین IIA (ویرجینیامایسین ام۱) و ویرجینیامایسین اس۱ است . ویرجینیامایسین در صنعت تولید سوخت اتانول برای جلوگیری از آلودگی میکروبی مورد استفاده قرار می‌گیرد. همچنین برای تسریع در رشد حیوانات و پیشگیری و درمان عفونت‌ها در کشاورزی به ویژه در دامپروری مورد استفاده قرار می‌گیرد.